# Diecezja Ségou
Diecezja Ségou – diecezja rzymskokatolicka w Mali. Powstała w 1962.

## Biskupi diecezjalni
- Bp Augustin Traoré (od 2003)
- Bp Mori Julien-Marie Sidibé (1974 – 2003)
- Abp Pierre Louis Leclerc, M. Afr. (1962– 1974)